# Wirsberg
Wirsberg é um município da Alemanha, no distrito de Kulmbach, na região administrativa da Alta Francónia, estado de Baviera.
Pertence à rede das Cidades Cittaslow.